# Xyloglyphis striola
Xyloglyphis striola är en svampart som först beskrevs av Elias Fries, och fick sitt nu gällande namn av Frederic Edward Clements 1909. Xyloglyphis striola ingår i släktet Xyloglyphis, divisionen sporsäcksvampar och riket svampar. Inga underarter finns listade i Catalogue of Life.